# Suchý Důl
Pour les articles homonymes, voir Důl.
Suchý Důl (en allemand : Dörrengrund) est une commune du district de Náchod, dans la région de Hradec Králové, en Tchéquie. Sa population s'élevait à 399 habitants en 2022.

## Étymologie
Suchý Důl se traduit par mine sèche.

## Géographie
Suchý Důl se trouve à 3 km à l'est de Police nad Metují, à 16 km au nord-nord-est de Náchod, à 49 km au nord-est de Hradec Králové et à 140 km à l'est-nord-est de Prague.
La commune est limitée par Křinice au nord et au nord-est, par Martínkovice et Božanov à l'est, par Machov au sud, et par Police nad Metují à l'ouest.

## Histoire
La première mention écrite de la localité date de 1395, mais serait créé par des moines bénédictins au milieu du XIIIe siècle. Dans la seconde moitié du XIXe siècle le village dépassait 1000 habitants.

### Apparition mariale
Entre 1892 et 1895, la Vierge Marie serait apparue à une jeune fille dans une forêt de la commune. En raison de l'afflux des pèlerins à partir de 1893 (leur nombre dépassant les 10 000 par jour), la voie ferrée venant de Police nad Metují et au-delà a été améliorée. Dans les années qui ont suivi les évènements, un chemin de croix et une chapelle en bois ont été construits, et ont été consacrés en 2012 par le cardinal Dominik Duka.

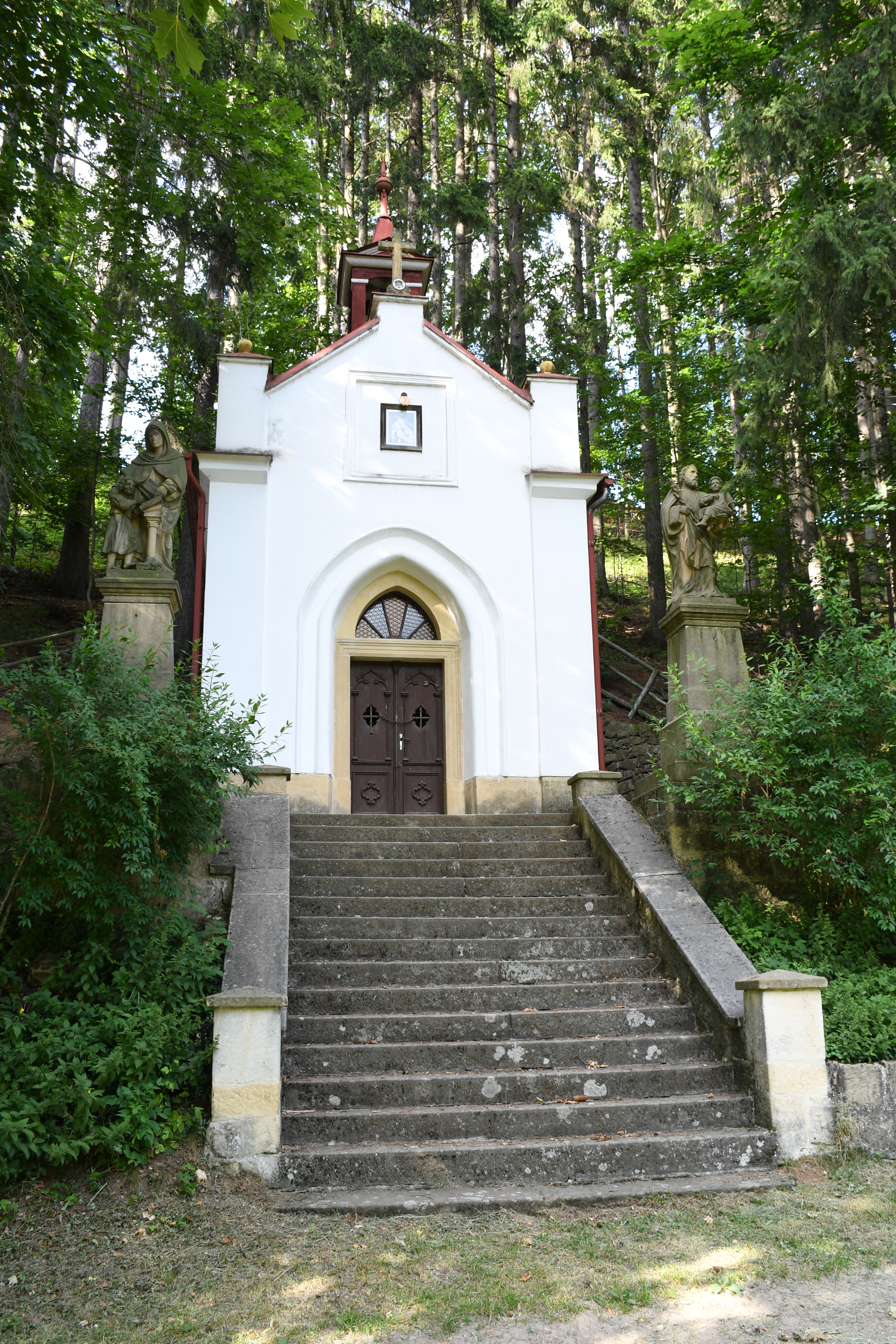
Chapelle Notre Dame de Lourdes.
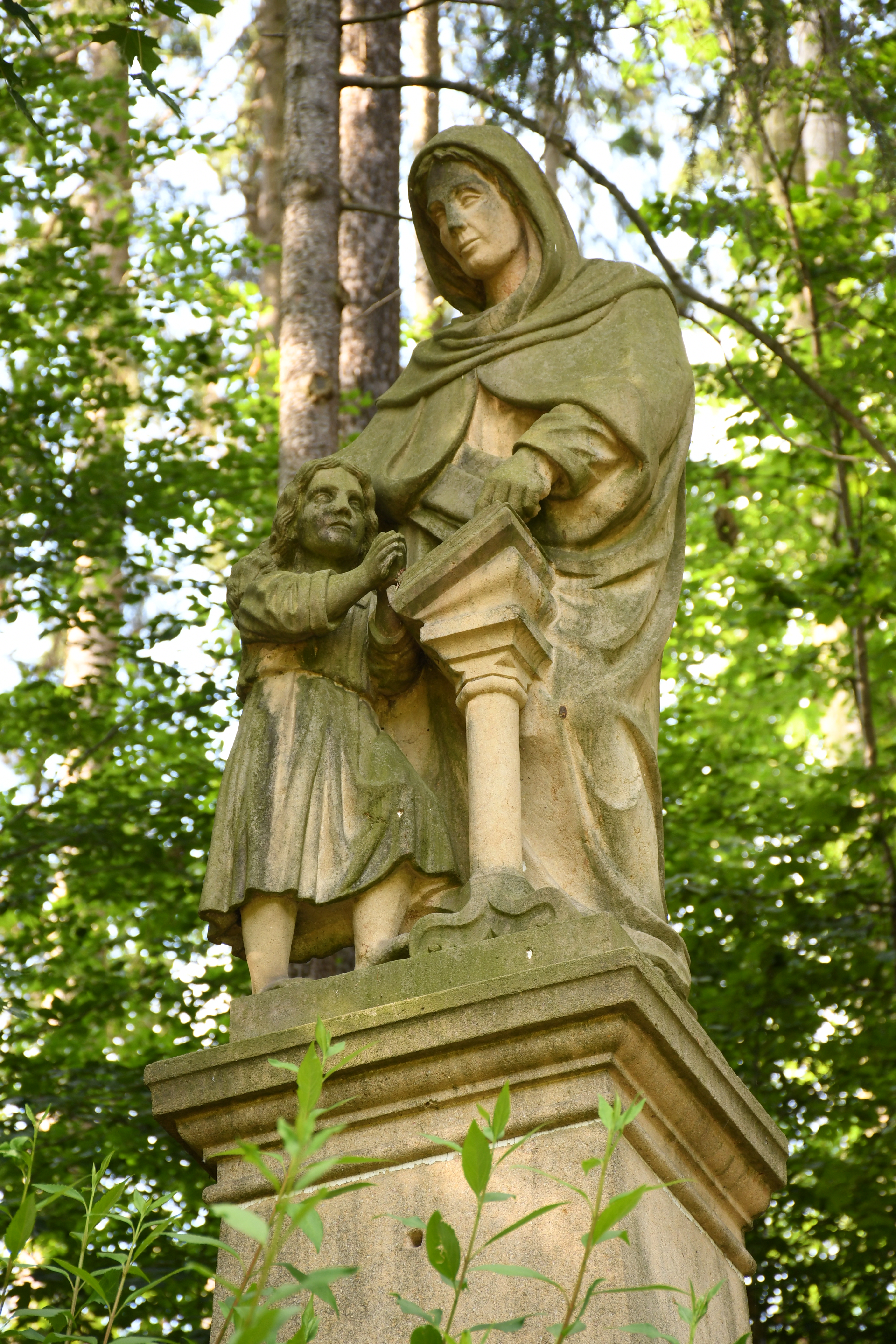
Statue de Sainte-Anne.
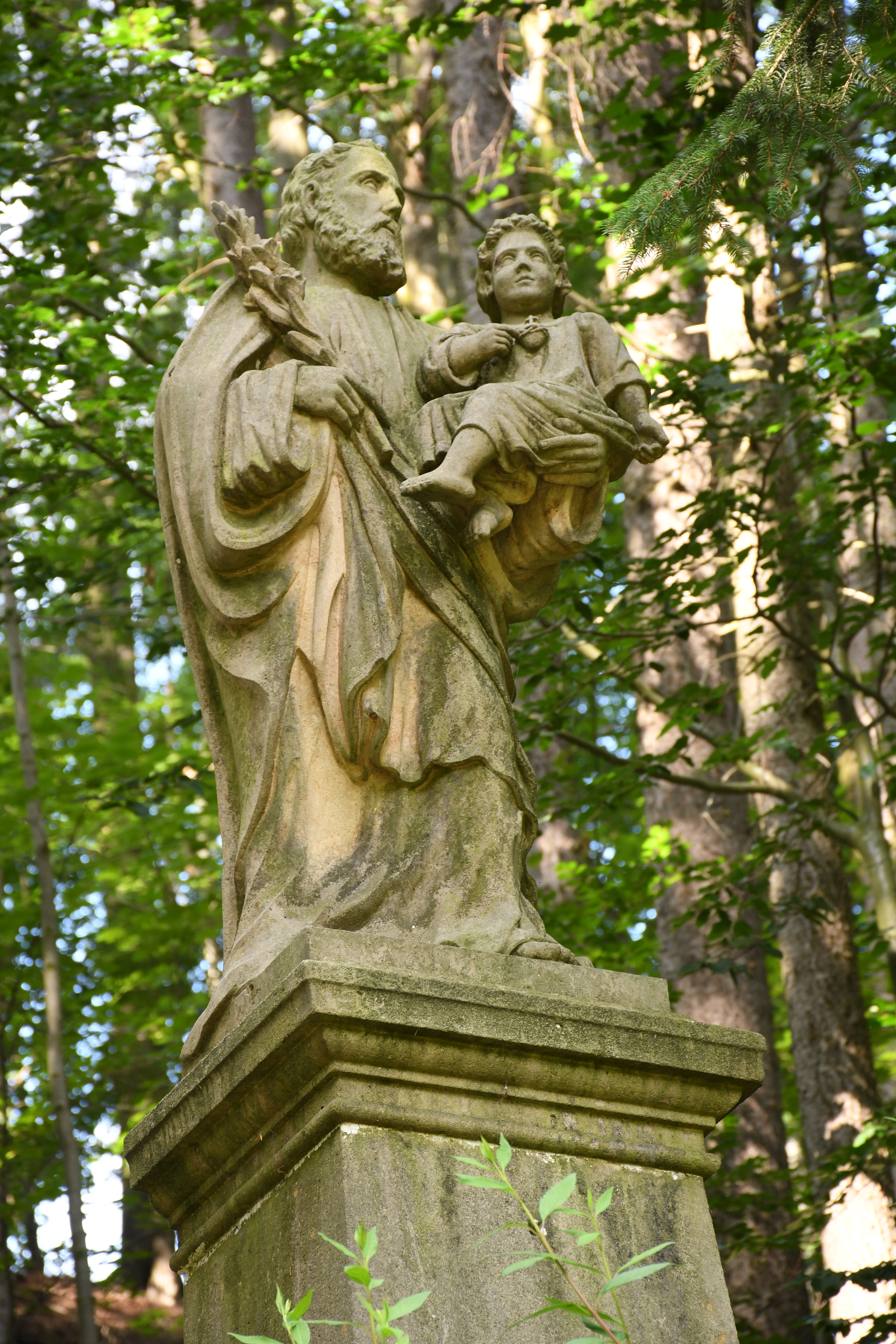
Statue de Saint-Joseph.

## Administration
La commune se compose de deux sections :
- Slavný
- Suchý Důl

## Transports
Par la route, Suchý Důl se trouve à 3 km de Police nad Metují, à 20 km de Náchod, à 60 km de Hradec Králové et à 179 km de Prague. 